# Waldsteppenotter
Die Waldsteppenotter (Vipera nikolskii) ist eine kleine bis mittelgroße Giftschlange aus der Familie der Vipern (Viperidae). Ihr Verbreitungsgebiet erstreckt sich von der Ukraine bis in die Einzugsbereiche von Wolga, Dnepr und Don im westlichen Russland. Die Eigenständigkeit der Art ist umstritten, vielfach wird sie der Kreuzotter (Vipera berus) als Unterart zugeordnet.

## Merkmale

### Maße
Die Waldsteppenotter hat eine durchschnittliche Körperlänge von etwa 0,85 Metern, kann jedoch in seltenen Fällen eine Maximallänge von einem Meter erreichen. Dabei sind die Weibchen deutlich größer und zugleich massiger als die Männchen. Der Kopf der Schlange ist bei den Männchen relativ schmal und bei den Weibchen aufgrund der Giftdrüsen hinter den Augen herzförmig verbreitert und hinter dem Nacken deutlich abgesetzt. Der Schwanz ist bei den Männchen mit etwa zehn Zentimetern gegenüber durchschnittlich acht Zentimetern bei den Weibchen länger.

### Färbung
Die Grundfärbung der ausgewachsenen und geschlechtsreifen Männchen ist lackschwarz, wodurch sie den melanistischen Individuen der Kreuzotter (Höllenotter) gleichen. Die Schwanzunterseite ist beim Männchen grünlich gefärbt.
Die Weibchen sind braunschwarz, wobei sie häufig eine rötliche Färbung der Kehle und eine gelblich-orangefarbene Schwanzspitze aufweisen. Braune Individuen mit schwarzem Zickzackband sind selten. Die Augen besitzen eine schwarze Iris und eine schmale, geschlitzte Pupille. Die Oberlippenschilde (Supralabialia) sind ebenfalls schwarz, weisen jedoch eine typische weiße Sprenkelung auf.
Jungtiere sind, unabhängig vom Geschlecht, wie junge Kreuzottern gefärbt und gezeichnet. Sie sind meist braun bis graubraun und besitzen ein auffälliges Wellenband entlang der Rückenmitte. Die Kopfoberseite ist schwarz, außerdem existiert ein dunkles Band vom Auge zum Mundwinkel. Geschlechtsspezifische Unterschiede entwickeln sich erst mit der sexuellen Reifung.

### Beschuppung
Auf der Kopfoberseite besitzt die Schlange eine Vielzahl kleiner, glatter Schuppen, die im Nacken in die raue Körperbeschuppung übergehen. Dabei handelt es sich um die in viele Einzelschuppen aufgelösten Parietalia, wobei der Auflösungsgrad individuell sehr unterschiedlich sein kann. Die Supraocularia sind lang und schmal ausgebildet, zwischen diesen und den Frontalia liegen in der Regel ein bis vier kleine Kopfschuppen. Die Nasalia sind ungeteilt und groß ausgebildet, sie enthalten zentral das Nasenloch. Unterhalb der Augen liegen sieben bis zwölf kleine Schuppen in ein bis zwei Reihen, die diese von den Supralabialia trennen. Die Oberkante der Mundöffnung bilden acht bis elf Supralabialia. Das Rostrale ist von oben kaum zu erkennen und steht mit zwei Apikalschilden in Kontakt.
Die Körperschuppen sind kräftig gekielt. Sie bilden in der Regel 21 und selten 20 oder 23 Schuppenreihen in der Rumpfmitte. Ihre Größe nimmt zum Bauch hin zu, die letzte Reihe besitzt keinen Kiel und ist entsprechend mit glatter Oberfläche ausgestattet. Die Bauchseite ist von 142 bis 157 Ventralia bei den Männchen und 146 bis 159 Ventralia bei den Weibchen bedeckt, daran schließen sich ein unpaares Anale und schließlich 31 bis 37 Subcaudalia bei den Männchen und 18 bis 30 bei den Weibchen an.

## Verbreitung und Lebensraum

### Geographische Verbreitung
Das Verbreitungsgebiet der Waldsteppenotter konzentriert sich vor allem auf ein Gebiet, das von der Charkiw-Region der Ukraine bis in das westliche Russland, in den Einzugsbereichen der Wolga, des Dnepr und des Don zwischen 50° und 54° nördlicher Breite reicht. Einzelfunde wurden aus Moldawien gemeldet; in Rumänien wird die Art zudem vermutet, konnte jedoch bisher nicht nachgewiesen werden. Als Nordgrenze der Verbreitung wird eine Linie entlang der Städte Kaniw, Kursk, Tambow und Dimitrowgrad angenommen. Die Südgrenze verläuft entlang einer Linie, die durch die Städte Balta, Snamjanka, den Rajon Ilowlja am Don (Oblast Wolgograd), Wolsk und Samara gebildet wird.
Sowohl im Bereich westlich von Kaniw und Nowa Sloboda in der Ukraine als auch nördlich des russischen Gebietes schließt sich eine Überlappungs- und Hybridisierungszone mit der Kreuzotter an, die bis in die Region Mordwinien (Nationalpark Smolny), Kungur in der Region Perm und in das Baschkirische Naturreservat in Baschkortostan reicht.

### Lebensraum
Die Waldsteppenotter lebt vor allem in den Waldsteppen der Ukraine und der angrenzenden russischen Gebiete. Diese Gebiete zeichnen sich durch ein Makromosaik aus Laubwaldbeständen und Wiesensteppen aus. Die Vegetation ist dicht und große Feuchtgebiete sind im Jahresverlauf regelmäßig überschwemmt.

## Lebensweise

### Aktivität
Die Aktivität der Waldsteppenotter ist wie bei den meisten Schlangenarten Europas sehr stark von der Außentemperatur abhängig. Sie ist vorwiegend nachtaktiv, vor allem im Frühjahr und im Herbst verlegt sie ihre Hauptaktivitätszeiten in die wärmeren Tageszeiten. Ab einer Tagestemperatur von etwa 10 °C sind die Tiere während des gesamten Tages aktiv, im Sommer verlagern sie dann ihre Aktivität in die Morgen- und Abendstunden und ziehen sich in den heißen Tagesstunden in feuchte und schattige Verstecke zurück. Bei Temperaturen von über 30 °C sind die Tiere grundsätzlich in Wassernähe zu finden.
Zwischen Oktober und Dezember bis März oder April kommt es zu einer bis zu 6 Monate dauernden Winterruhe, wobei es kurz etwa ab September zu Massenansammlungen der Tiere in der Nähe von etablierten Überwinterungsquartieren kommt.

### Ernährung

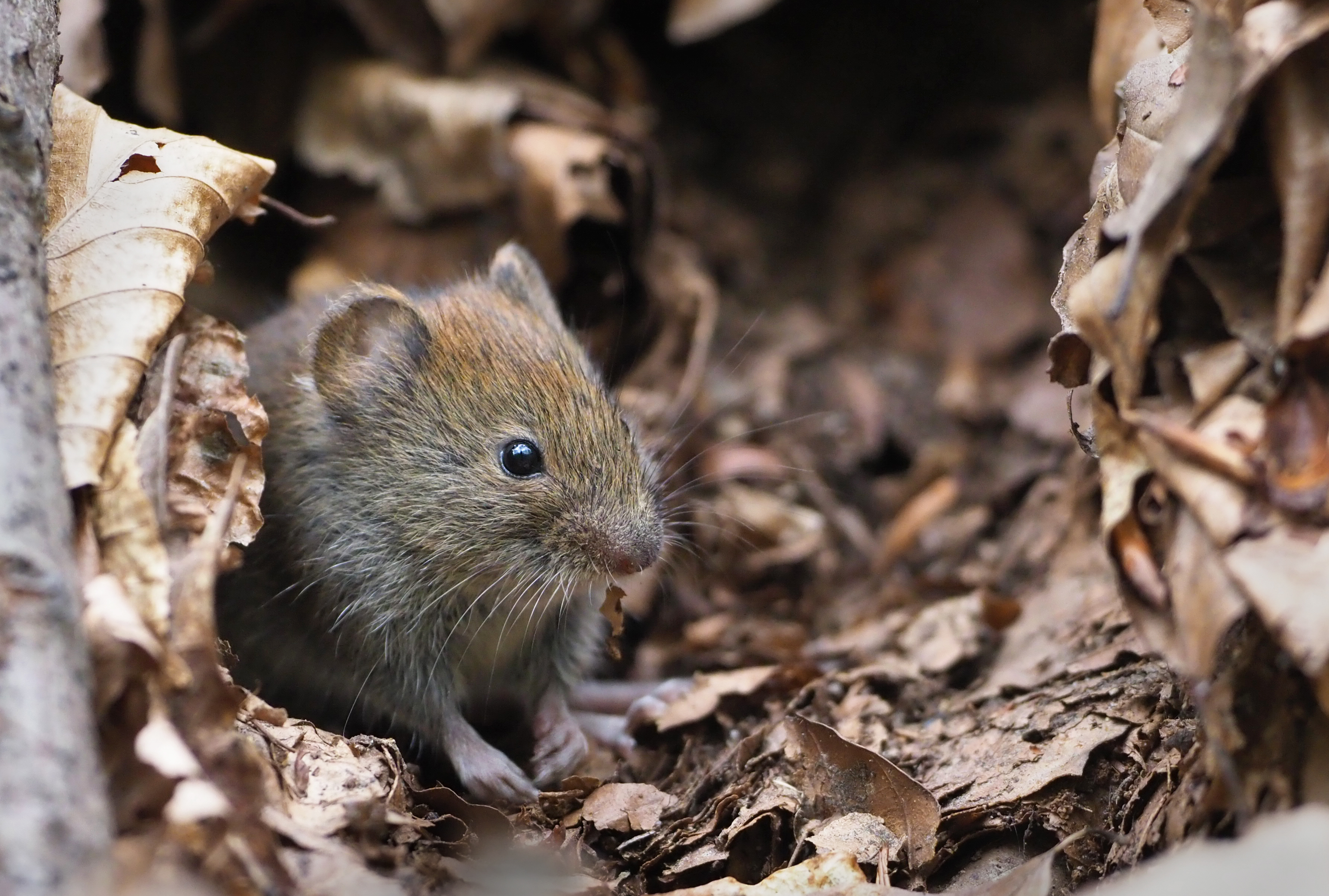
Die Rötelmaus stellt regional über 70 % der Beutetiere dar

Wie die meisten anderen Vipern ist die Waldsteppenotter ein Lauerjäger und nicht auf bestimmte Beutetiere spezialisiert. Die Beutetiere werden durch einen Biss attackiert, durch den das Viperngift in den Körper injiziert wird. Danach verharrt die Viper kurz und beginnt dann die Verfolgung des gebissenen Tieres, welches aufgrund der Giftwirkung geschwächt wird und schließlich stirbt. Die Beutetiere werden meistens mit dem Kopfende voran verschluckt.
Die Waldsteppenotter jagt vor allem Kleinsäuger wie Nagetiere und Spitzmäuse, außerdem Eidechsen sowie Frösche. Unter den Kleinsäugern stellen Feldmäuse (Microtus), vor allem die Gemeine Feldmaus (M. arvalis), die Südfeldmaus (Microtus rossiaemeridionalis) und die Rötelmaus (Myodes glareolus) den überwiegenden Anteil der Beutetiere dar. Das individuelle Beutespektrum ist dabei stark abhängig vom lokalen Angebot. Die Jungschlangen ernähren sich im Gegensatz zu den adulten Tieren fast ausschließlich von jungen Eidechsen und Fröschen, wodurch diese eine zentrale Rolle bei der Verbreitung der Waldsteppenotter spielen. Dabei spielen vor allem die Waldeidechse (Zootoca vivipara), die Zauneidechse (Lacerta agilis), die Blindschleiche (Anguis fragilis) und die Würfelnatter (Natrix tessellata) unter den Reptilien und die Knoblauchkröte (Pelobates fuscus), der Moorfrosch (Rana arvalis) und der Seefrosch (Rana ridibunda) unter den Amphibien eine größere Rolle.

### Fortpflanzung und Entwicklung
Die Paarungen erfolgen nach der Winterruhe und der Frühjahrshäutung bereits sehr früh im Jahr, im Regelfall in der zweiten Märzhälfte bis zum Anfang Mai. Während der Paarungszeit finden Kommentkämpfe der konkurrierenden Männchen statt, wobei die Kontrahenten den Vorderkörper aufrichten und versuchen, den Gegner zu Boden zu drücken.
Die Tragzeit liegt bei 130 bis 133 Tagen, nach dieser bringt das Weibchen zum Ende Juli bis Anfang August 12 bis 24, im Durchschnitt 15, Jungtiere zur Welt. Diese sind nur von einer papiernen Eihaut umhüllt, die innerhalb weniger Minuten nach der Geburt durchstoßen wird (Ovoviviparie). Die Jungschlangen haben eine Körperlänge von etwa 21 bis 25 Zentimeter bei einem durchschnittlichen Gewicht von 4 bis 4,5 Gramm. Die erste Häutung findet wenige Tage nach der Geburt statt, danach sind die Schlangen selbstständig aktiv und jagen nach jungen Fröschen und Eidechsen. Die helle Jugendfärbung verlieren die Schlangen nach etwa vier bis fünf Häutungen, mit etwa drei bis vier Jahren sind die Tiere geschlechtsreif.

### Fressfeinde
Als Fressfeinde der Waldsteppenotter kommen eine Reihe von Greifvögeln, Eulen und Raubtieren sowie andere Schlangenarten innerhalb ihres Verbreitungsgebietes in Frage. Genauere Untersuchungen liegen hierzu nicht vor.

## Systematik

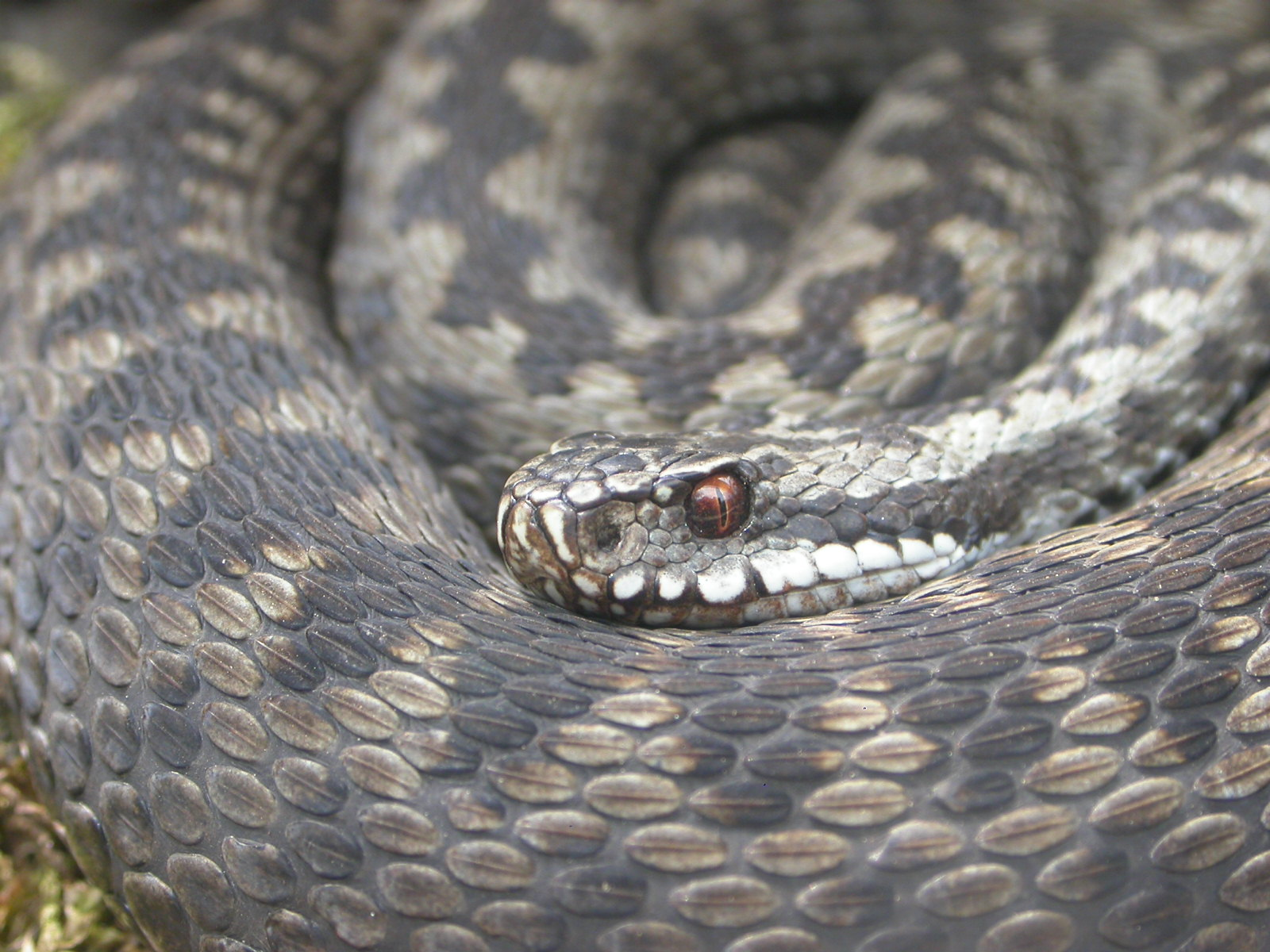
Kreuzotter (Vipera berus)

Die Erstbeschreibung der Waldsteppenotter erfolgte durch Vedmederya, Grubant und Rudaeva im Jahr 1986 als eigene Art in Abgrenzung zur Kreuzotter. Als Typusserie wurde ein ausgewachsenes weibliches Tier mit ihrem Wurf von 16 Jungtieren beschrieben. Die Benennung erfolgte als Anerkennung der Leistungen von Alexander Mikhajlovič Nikolsky (1858–1942), der unter anderem 1909 die Kaukasusotter (V. kaznokovi) und 1913 die Westliche Kaukasusotter (V. dinniki) beschrieb.
Die Waldsteppenotter wird systematisch in die Gattung Vipera und dort häufig gemeinsam mit der Kreuzotter (V. berus) und einigen weiteren Arten in die Untergattung Pelias eingeordnet. Svetlana Kalyabina et al. stellten 2002 eine Verwandtschaftsanalyse auf der Basis von mitochondrialer DNA vor, nach der die Waldsteppenotter gemeinsam mit der Kreuzotter und Barans Viper (V. barani) eine monophyletische Gruppe bildet, deren Schwesterart die Nordiberische Kreuzotter ist.
Die Eigenständigkeit der Art ist umstritten, da vor allem die morphologischen Merkmale weitestgehend im sehr großen Variationsspektrum der Kreuzotter liegen. Als morphologische Argumente für die Eigenständigkeit werden die obligat schwarze Färbung der ausgewachsenen Tiere sowie die grünliche Färbung der Schwanzunterseite angeführt. Hinzu kommen erkennbare Unterschiede in der Gestalt der Hemipenes und die sehr variable Fragmentierung der Kopfschilde. Abseits der rein morphologischen Betrachtung unterscheidet sich die Giftzusammensetzung und dessen proteolytische Wirkung. Bei molekulargenetischen Untersuchungen konnte allerdings festgestellt werden, dass die Unterschiede zwischen Waldsteppenottern aus dem Gebiet der Ukraine und aus Südrussland größer sind als die zwischen den ukrainischen Exemplaren und der Nominatform der Kreuzotter. Auf dieser Basis sowie der vorkommenden Hybridisierung im überlappenden Verbreitungsgebiet wird neben der aktuellen Eigenständigkeit der Art die Einordnung der Waldsteppenotter als Unterart der Kreuzotter vorgeschlagen. Alternativ wäre es allerdings auch möglich, nur die ukrainischen Tiere als Vipera berus nikolskii einzustufen und die südrussischen Tiere aufgrund des genetischen Abstands weiterhin als eigene Art Vipera nikolskii zu betrachten.

## Schlangengift
Über die Zusammensetzung und Wirkung des Giftes der Waldsteppenotter liegen nur sehr begrenzte Kenntnisse vor. Die Giftproduktion der Waldsteppenotter ist wahrscheinlich deutlich größer als die der Kreuzotter. Die Häufigkeit von Bissunfällen ist unbekannt.
Aufgrund spektroskopischer Analysen wurde eine große Ähnlichkeit des Giftes mit dem der Kreuzotter festgestellt. Beide variieren in den Anteilen der Einzelproteine und lassen sich entsprechend spektroskopisch unterscheiden. Rein optisch ist das Gift der Kreuzotter gelblich, während das der Waldsteppenotter farblos ist. Die proteolytischen Eigenschaften des Waldsteppenottergiftes sind zudem geringer als die der Kreuzotter, die Giftwirkung ist allerdings stärker. 2005 wurde die Zusammensetzung des Giftes erstmals analysiert, wobei zwei bislang unbekannte Arten der Phospholipase A2 mit den Bezeichnungen VN5-3 und VN4-3 entdeckt wurden.
Wie die meisten Viperngifte ist auch das Gift der Waldsteppenotter vor allem hämotoxisch, es zerstört also Zellen des Blutes und des sie umgebenden Gewebes durch verschiedene Proteasen. Hämotoxine führen zu Gewebezerstörungen, inneren Blutungen und Schwellungen sowie Nekrosen und sind sehr schmerzhaft. Zu den wirksamsten Bestandteilen des Giftes gehören Proteine, die die Blutgerinnung unterdrücken und damit gemeinsam mit den gewebezerstörenden Anteilen innere Blutungen verursachen. Hinzu kommen geringe Mengen von Neurotoxinen, die eine lähmende Wirkung auf das Nervensystem haben können.
Zur Behandlung existieren eine Reihe von polyvalenten Antiveninen, die unspezifisch bei den meisten Vipera-Arten Europas und des mittleren Ostens wirken. Diese werden bei Vipernbissen allerdings erst bei stärkeren Symptomen auf Weisung eines Arztes angewendet.

## Gefährdung und Schutz
Die Waldsteppenotter wird in der Roten Liste der Weltnaturschutzunion (IUCN) nicht geführt und ist auch im Anhang II der Berner Konvention (Übereinkommen über die Erhaltung der europäischen wildlebenden Pflanzen und Tiere und ihrer natürlichen Lebensräume) nicht enthalten.

## Belege